# Gianfrancesco Pico della Mirandola

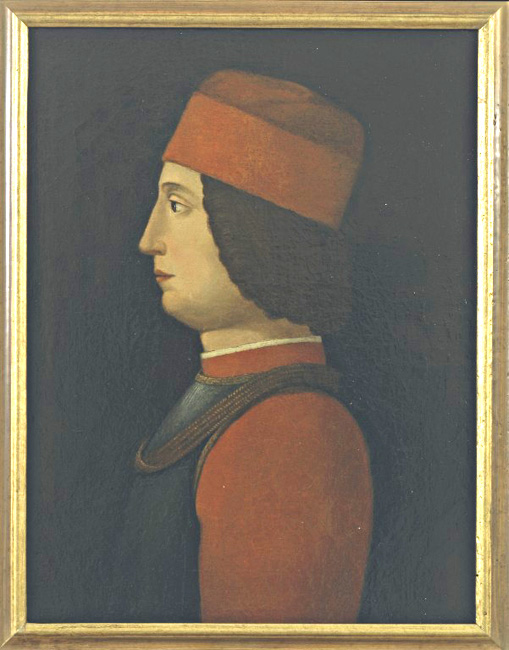
Giovanni Francesco Pico della Mirandola

Giovanni Francesco Pico della Mirandola (auch Gian Francesco, Giovan Francesco, Gianfrancesco; * 1469 in Mirandola; † 16. Oktober 1533 ebenda) war ein italienischer Philosoph und der Neffe und Schüler von Giovanni Pico della Mirandola.

## Leben und Wirken
Er war der Sohn des Galeotto I Pico della Mirandola (1442–1499), eines italienischen Condottiere, und  Bianca Maria d’Este, der Tochter des Niccolò III. d’Este.
Philosophiegeschichtlich bedeutsam wurde Pico durch seinen Skeptizismus, den er in seinem Examen vanitatis doctrinae gentium (1520) noch vor der Veröffentlichung der – ihm jedoch bekannten – Schriften des Sextus Empiricus formulierte und damit erstmals seit der Antike wieder auf den Pyrrhonismus hinwies. Diese skeptische Position, die er gegenüber der aristotelischen Schulphilosophie seiner Zeit verteidigte, stand aber durchaus im Dienst seines christlichen Glaubens, weswegen manche Philosophiehistoriker (wie Richard Popkin) ihm keine bedeutende Stellung in der Geschichte des Renaissanceskeptizsimus zuerkennen wollen. Daneben verfasste Pico Biographien seines Onkels Giovanni Pico und des von ihm verehrten Savonarola. Pico war u. a. mit Willibald Pirckheimer und anderen deutschen Humanisten befreundet, mit denen er im Briefwechsel stand.
Gianfrancesco und sein letzter vierzehnjähriger Sohn Alberto wurden 1533 von Gianfrancescos Neffen Galeotto II Pico ermordet.

## Ausgaben
Ausgaben des 16. Jahrhunderts
- Joannis Francisci Pici Mirandulani hymni heroici tres: ad Sanctissimam Trinitatem, ad Christum, et ad Virginem Mariam una cum commentariis luculentissimis. Schürer, Straßburg 1511 (Digitalisat)
- Giovanni Pico della Mirandola, Gianfrancesco Pico della Mirandola: Opera Omnia. 2 Bände, Olms, Hildesheim 1969 (Nachdruck der Ausgabe Basel 1557–1573 mit Einleitung von Cesare Vasoli; Band 2 enthält die Werke Gianfrancesco Picos)
- Strix, sive de ludificatione daemonum, Bologna 1523

Moderne Ausgaben
- Eckhard Keßler (Hrsg.): Gianfrancesco Pico della Mirandola: Über die Vorstellung. De imaginatione. 3., verbesserte Auflage. Fink, München 1997, ISBN 3-7705-1032-1
- Elisabetta Schisto (Hrsg.): Gianfrancesco Pico della Mirandola: Vita Hieronymi Savonarolae. Olschki, Firenze 1999, ISBN 88-222-4703-5 (kritische Edition)
- Nikolaus Egel (Hrsg.): Gianfrancesco Pico della Mirandola: Examen vanitatis doctrinae gentium et veritatis Christianae disciplinae. Meiner, Hamburg 2022, ISBN 978-3-7873-4060-6 (kritische Edition)